# Heterotoma
- Commons
- Wikispecies

Heterotoma é um gênero botânico pertencente à família Campanulaceae.